# Egens Kirke
Egens Kirke ligger på en høj bakke ved bunden af Kaløvig med udsigt til Kalø Slotsruin. Kirken har en enkel udformning med langhus, styltetårn i vest og våbenhus i nord.
Den romanske døbefont af granit har to hoveder i højt relief. Altertavle er malet af Johan Thomas Skovgaard i 1928.
- Kirken set fra nord
- Kirken set fra syd
- Kirken set fra Egens Havhuse

- Kirkerummet
- Orgelet er opstillet i 1978, indtil da var der ikke noget orgel i Egens kirke. Kirken var da Danmarks eneste kirke uden orgel.
- Døbefont
- Kalø Slotsruin set fra Egens Kirke